# Лисяча балка
Лисяча балка — ботанічна пам'ятка природи місцевого значення. Об'єкт розташований на території Бердянського району Запорізької області, село Дмитрівка.
Площа — 3 га, статус отриманий у 1982 році.

## Галерея

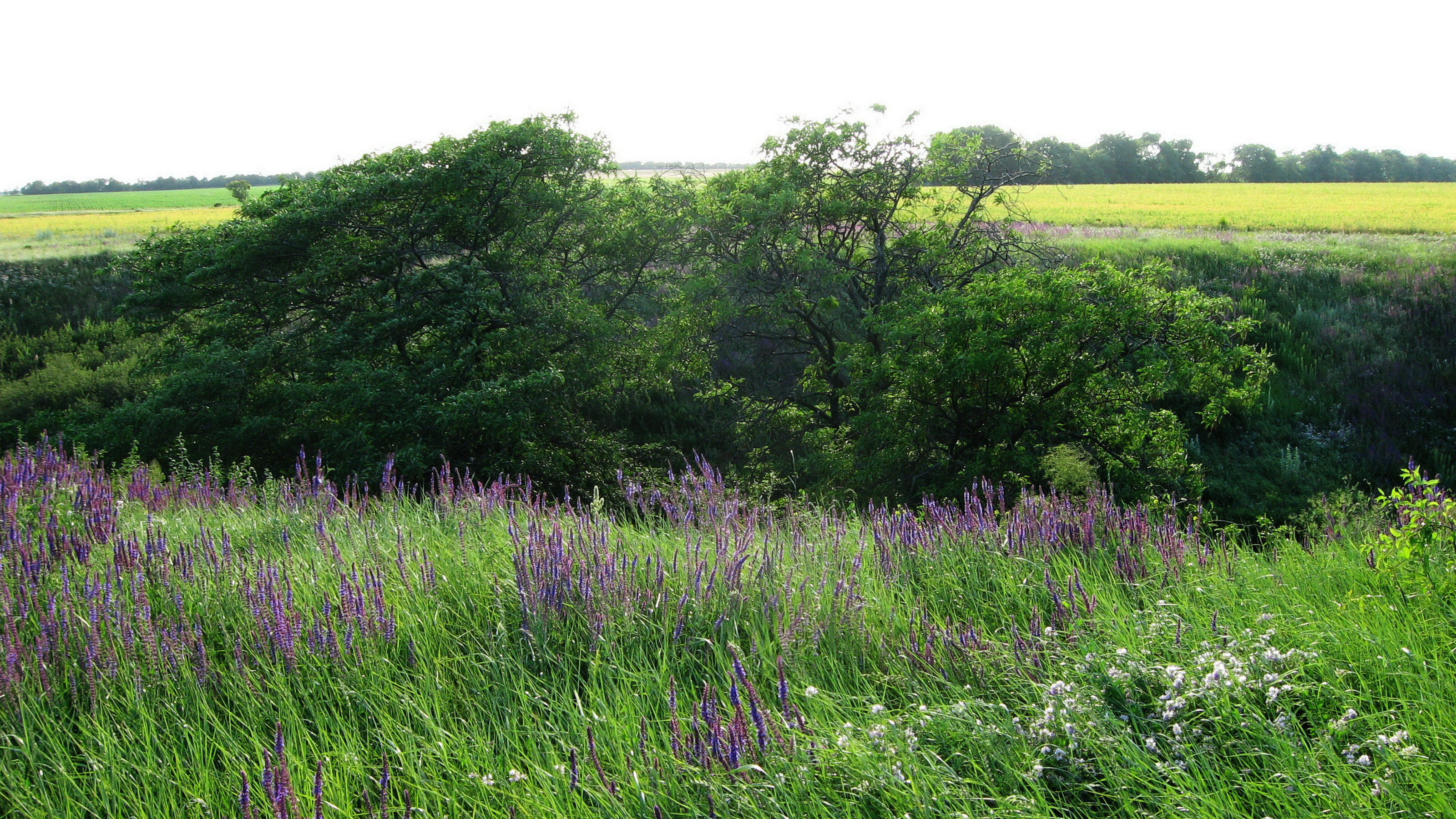
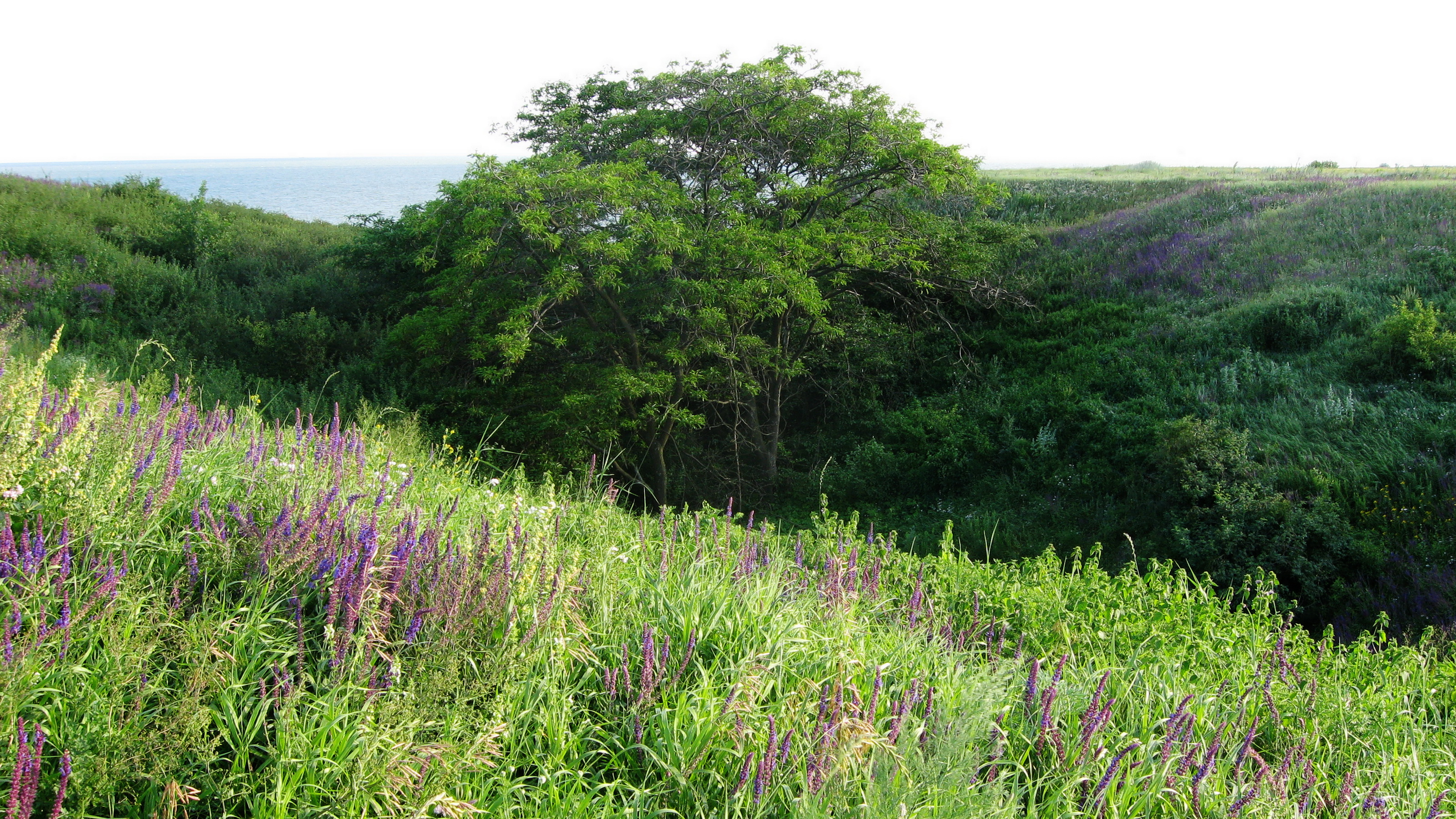